# Arquitetura neocolonial

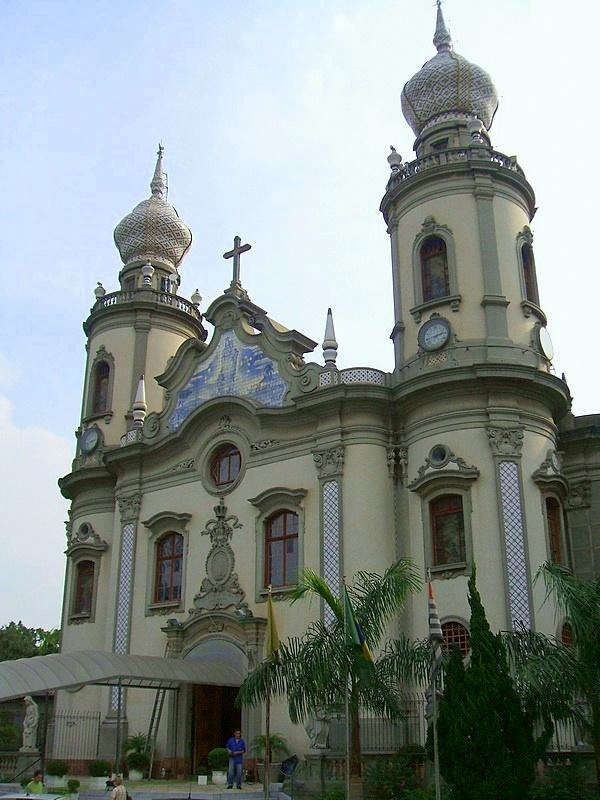
Igreja Nossa Senhora do Brasil (inaugurada em 1940), em São Paulo.

O neocolonial foi um movimento estético dos começos do século XX especialmente associado à arquitetura. O movimento se propunha a resgatar a arquitetura e motivos decorativos típicos da época colonial americana de origem ibérica e empregá-los na arquitetura contemporânea. O neocolonial foi comum em toda a América Latina — incluindo o Brasil — e no sul dos Estados Unidos.

## A Arquitetura neocolonial no Brasil
Nossas casas não denunciam o país (…) Dentro de um salão Luís XV somos uma mentira com o rabo de fora.— Monteiro Lobato, ao mostrar-se contra o ecletismo arquitetônico e a favor de uma arquitetura genuinamente brasileira.
O estilo neocolonial no Brasil está ligado à busca de uma arte genuinamente nacional. O marco de lançamento do movimento foi a conferência "A Arte Tradicional no Brasil", ditada em 1914 na Sociedade de Cultura Artística de São Paulo pelo arquiteto e engenheiro português Ricardo Severo. 
Na conferência, Severo defende o estilo colonial brasileiro de raízes lusitanas como o verdadeiro estilo nacional, em contraposição ao ecleticismo e o revivalismo da arquitetura da época que, segundo Severo, representavam estilos estranhos à tradição brasileira. Assim, o estilo neocolonial seria um movimento de cariz ao mesmo tempo tradicionalista e moderno.

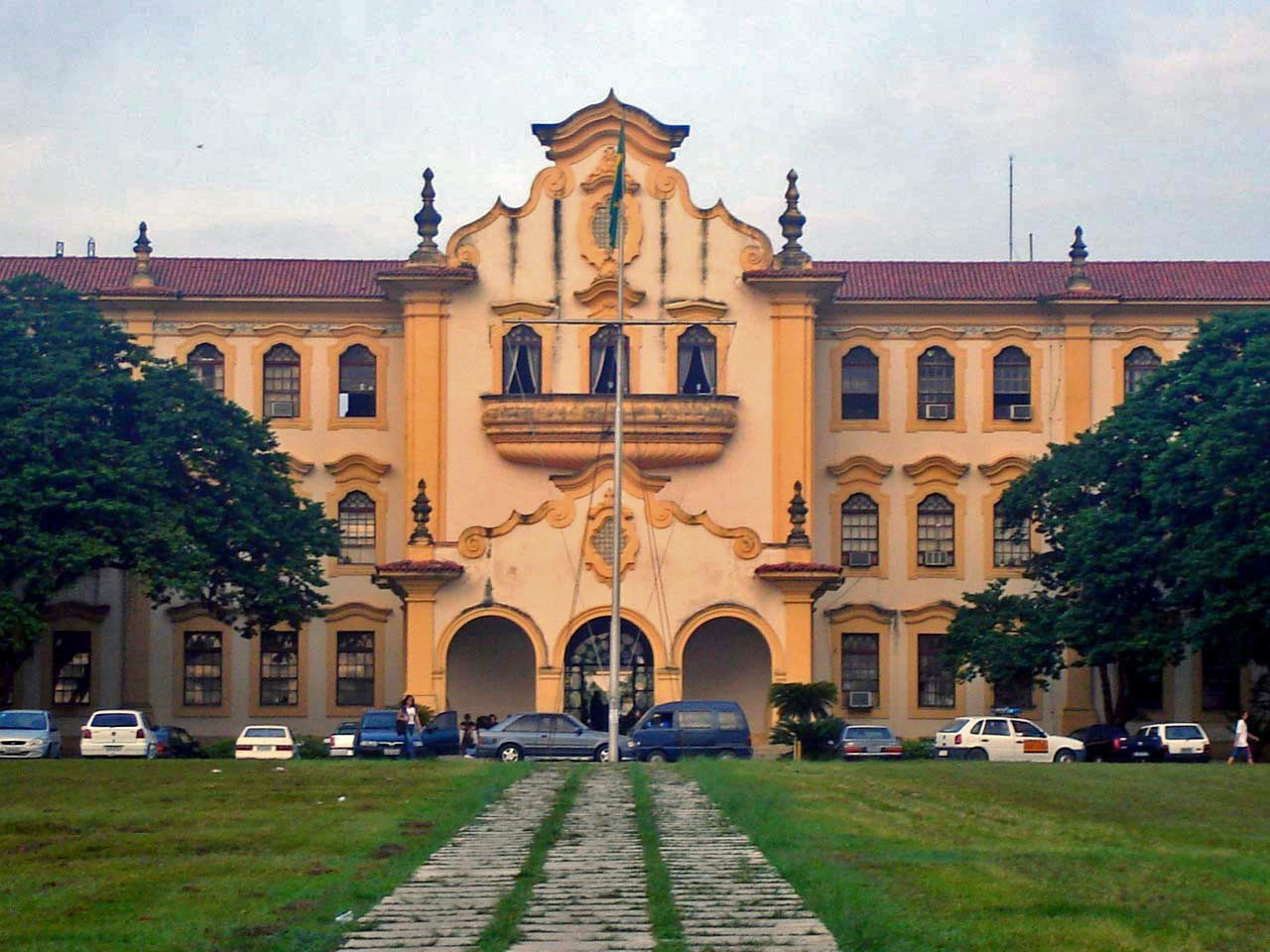
Universidade Federal Rural do Rio de Janeiro, em Seropédica.

A partir desse momento, o estilo neocolonial foi muito difundido na arquitetura brasileira. Ricardo Severo construiu uma série de edifícios no estilo em São Paulo e arredores, começando pelo Palacete Numa de Oliveira (1916), na Avenida Paulista, já demolido, e terminando no ainda existente edifício da Faculdade de Direito de São Paulo (1939), no Largo São Francisco. 
José Marianno Filho, historiador de arte e diretor da Sociedade Brasileira de Belas Artes, teve um papel importante no movimento, patrocinando viagens de arquitetos às cidades mineiras coloniais.
A casa brasileira não poderá ser senão a nossa velha casa patriarcal, com o largo beiral de telhões de faiança, os alpendres floridos...— José Mariano Filho
Muitos renomados arquitetos aderiram ao neocolonial à época, como Victor Dubugras, Heitor de Mello, Archimedes Memoria e outros. Durante a Semana de Arte Moderna de 1922, dedicada à busca de uma arte nacional, Georg Przyrembel apresentou projetos no estilo. Lúcio Costa, quando jovem, também foi adepto do movimento, tendo chegado a projetar casas neocoloniais, como algumas que existem no Largo do Boticário, no Rio de Janeiro.
No Rio de Janeiro, então capital da República, o neocolonial foi o estilo de muitos pavilhões da Exposição Internacional do Centenário da Independência, em 1922. Um remanescente importante é o edifício do atual Museu Histórico Nacional, reformado em estilo neocolonial entre 1920 e 1922 por Archimedes Memoria e Francisco Cuchet. 
No Rio de Janeiro, o neocolonial foi também o estilo elegido para muitas instituições educativas como o antigo Instituto de Educação (atual Instituto Superior de Educação do Estado do Rio de Janeiro), construído entre 1927 e 1930 pelos arquitetos Ângelo Bruhns e José Cortez. e Universidade Federal Rural do Rio de Janeiro

## Galeria

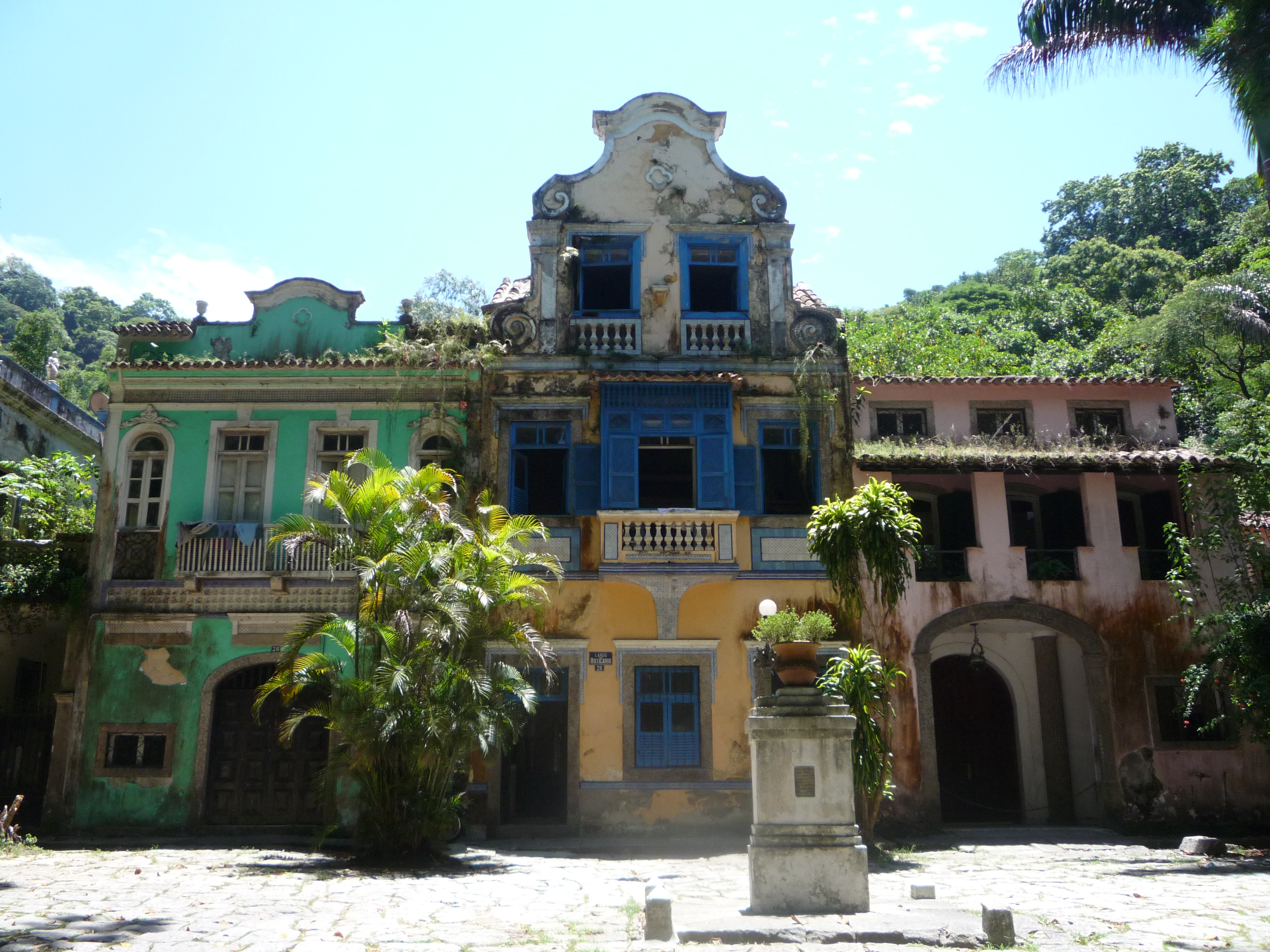
Largo do Boticário, no bairro do Cosme Velho, no Rio de Janeiro.
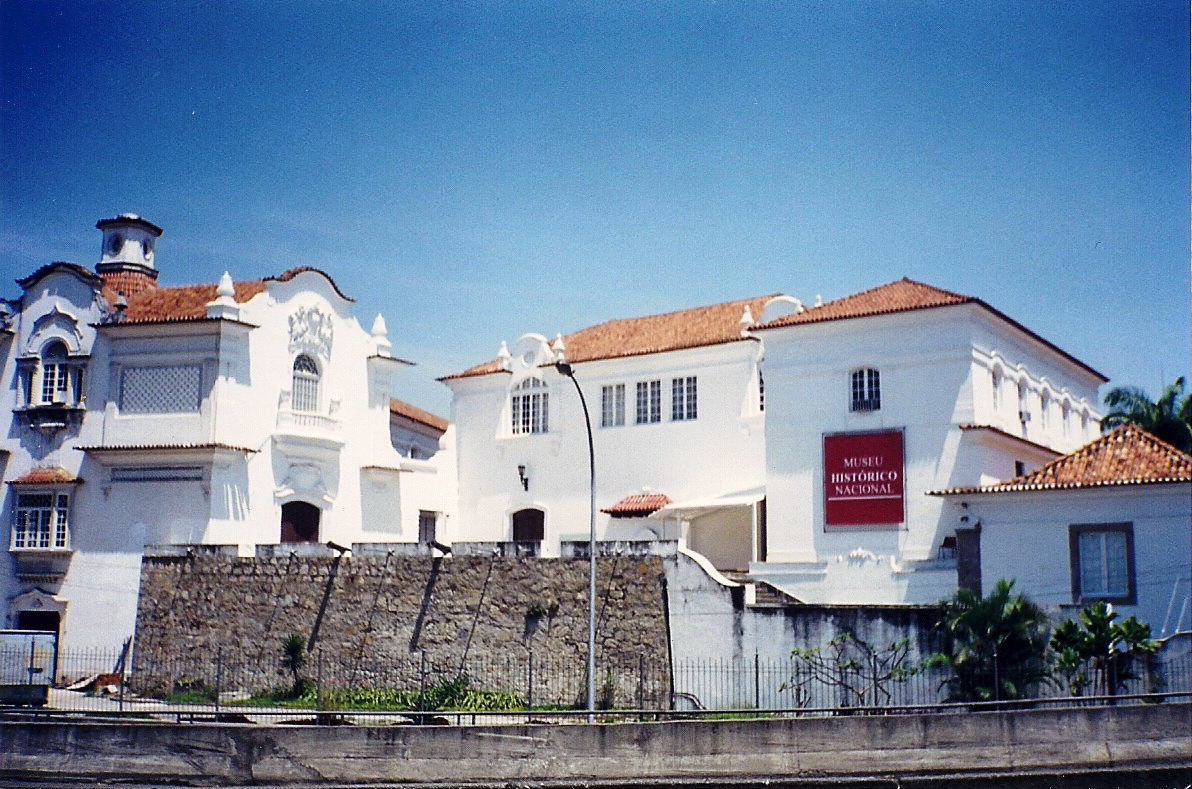
Museu Histórico Nacional, projeto de Archimedes Memoria, no Rio de Janeiro.
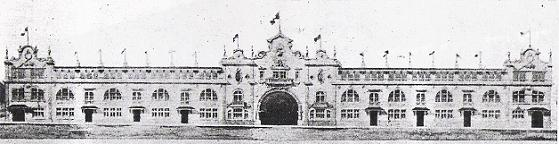
Fachada do Estádio São Januário (inaugurado em 1927), no Rio de Janeiro.
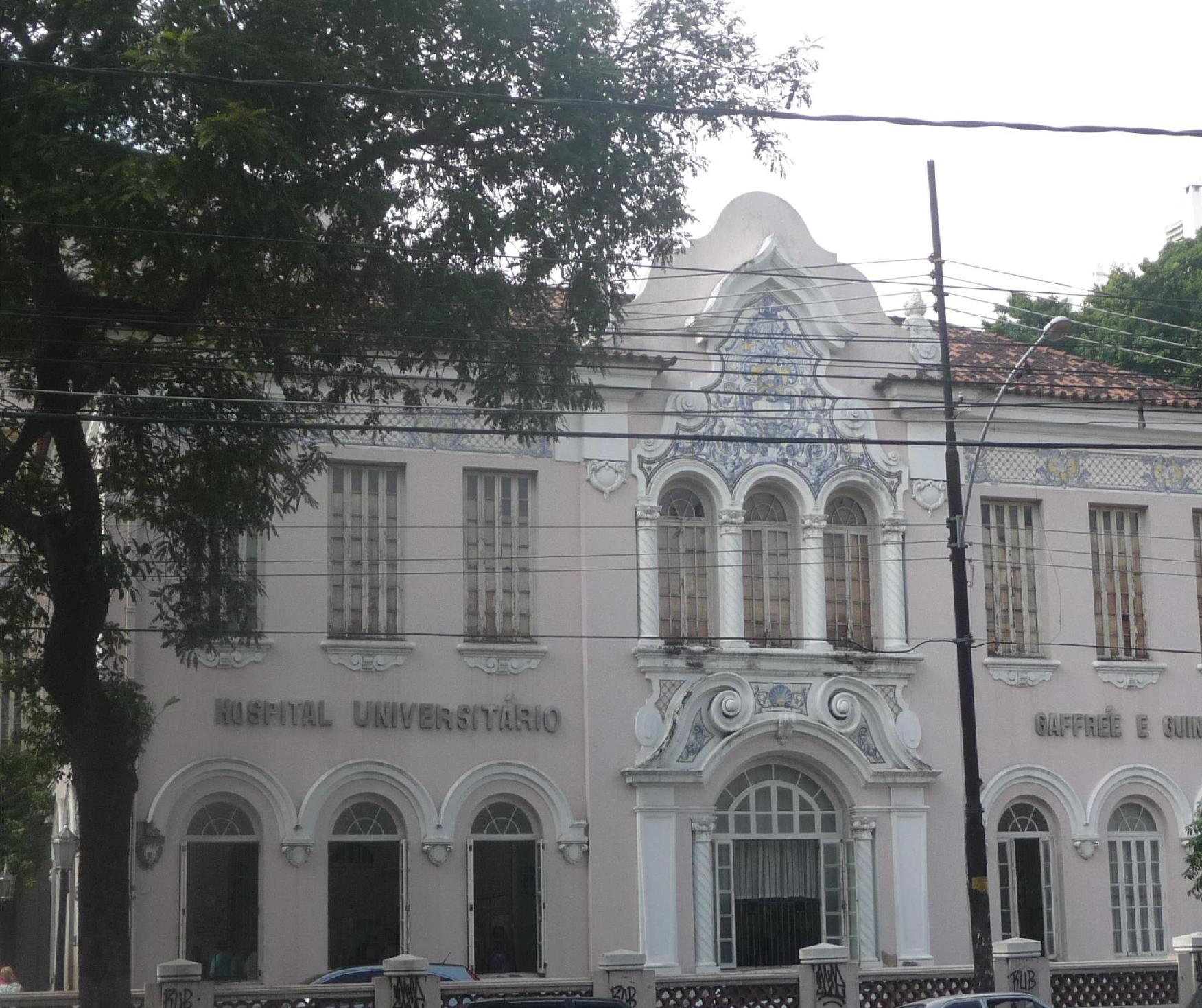
Entrada do Hospital Universitário Gaffrée e Guinle, no Rio de Janeiro.
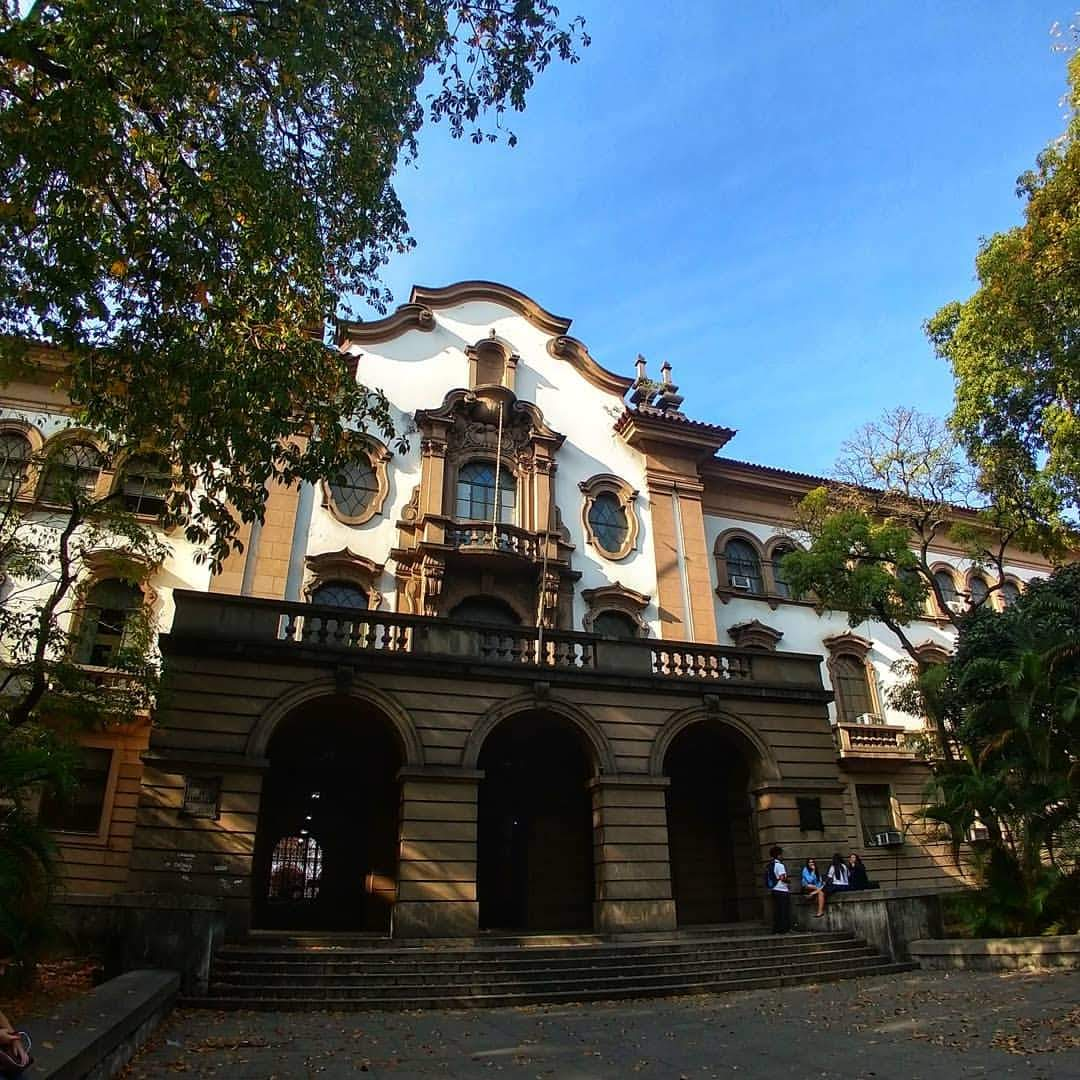
Instituto Superior de Educação do Rio de Janeiro no bairro da Tijuca, na cidade do Rio de Janeiro. Projeto de Angêlo Bruhns e José Cortez.(Inaugurado em 1930)
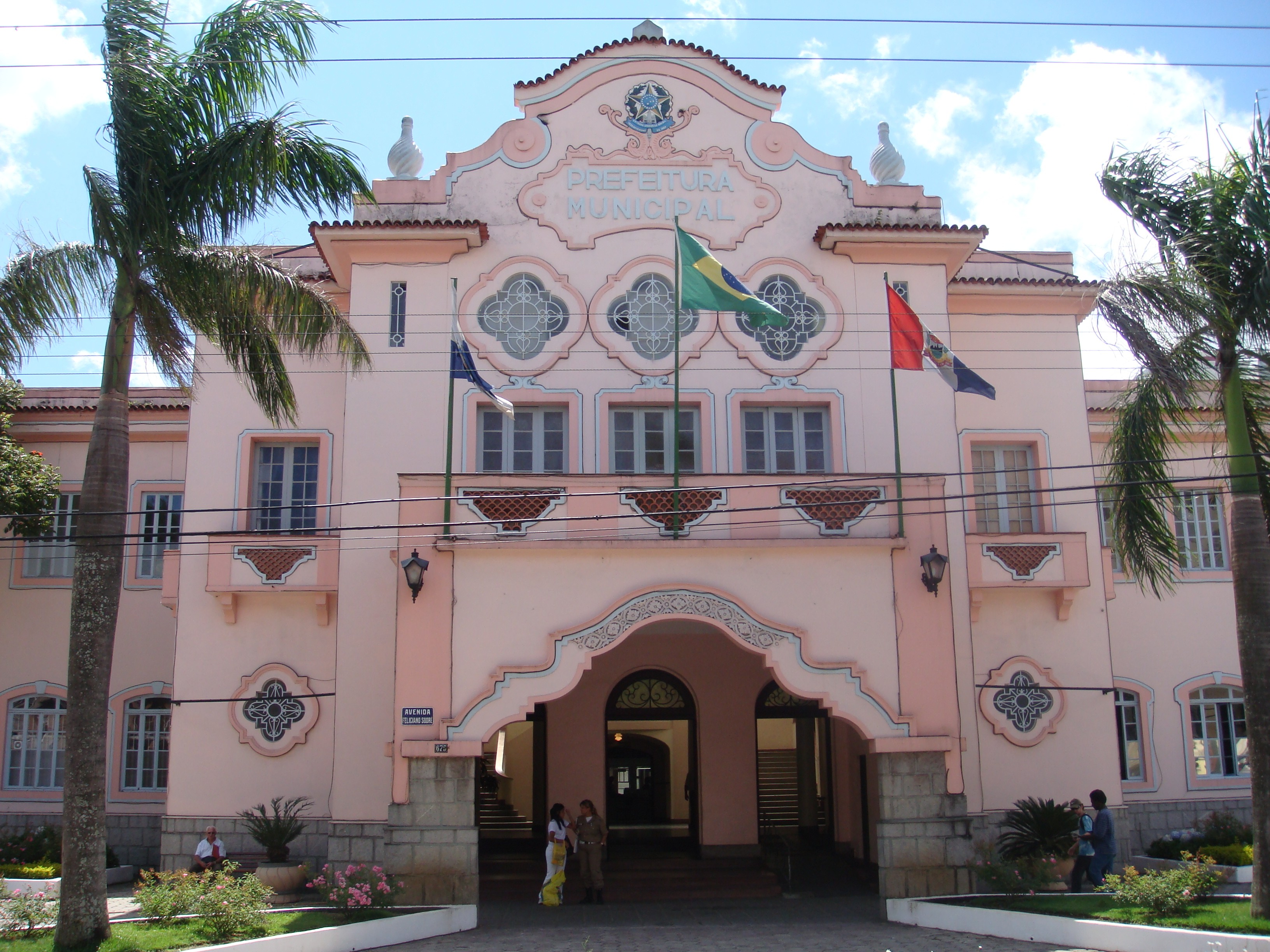
Prefeitura de Teresópolis (inaugurada em 1927).
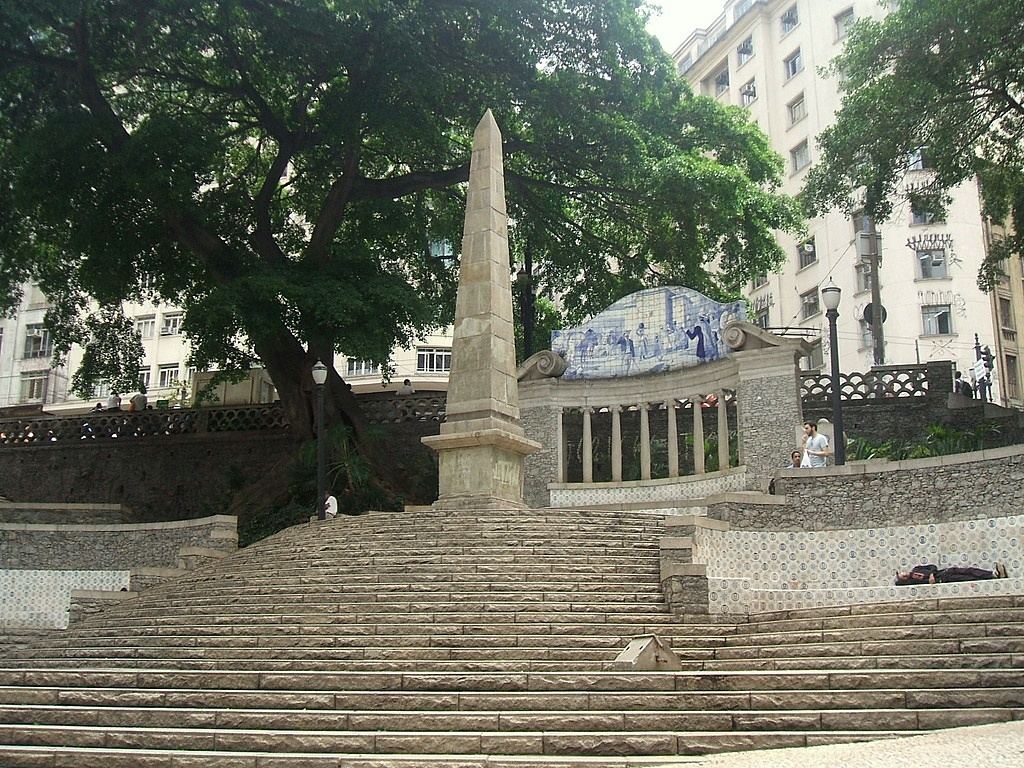
O Chafariz do Largo da Memória (à direita), em São Paulo, foi inaugurado no ano de 1922 em estilo neocolonial. Já o Obelisco do Piques é realmente da época colonial.
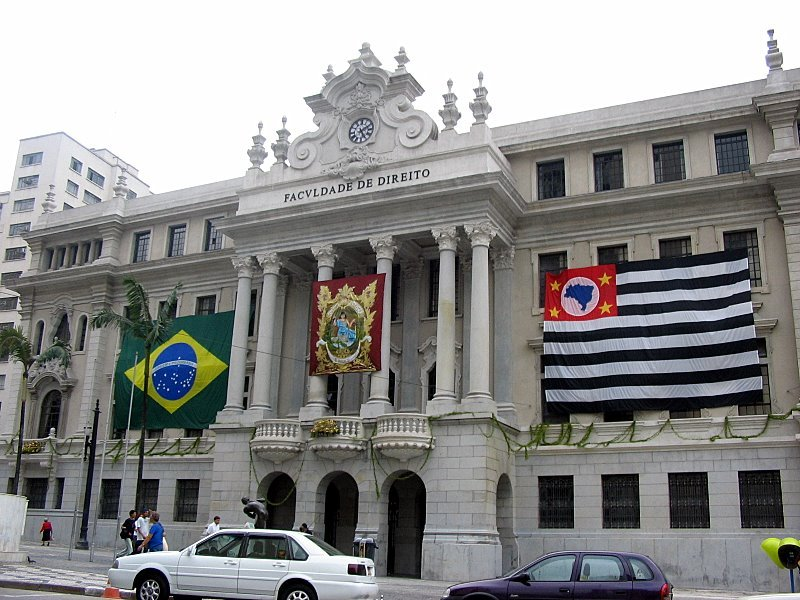
Faculdade de Direito de São Paulo, edifício eclético com forte influência neocolonial (inaugurado em 1939).
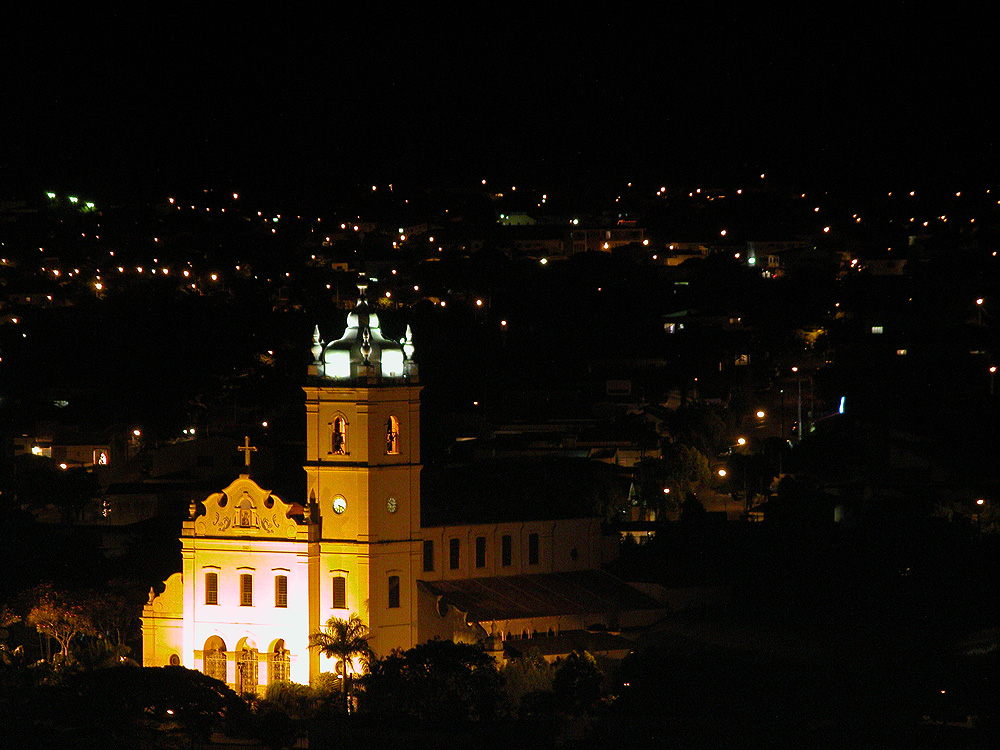
Paróquia Santuário Nossa Senhora do Perpétuo Socorro, em São João da Boa Vista, no estado de São Paulo.
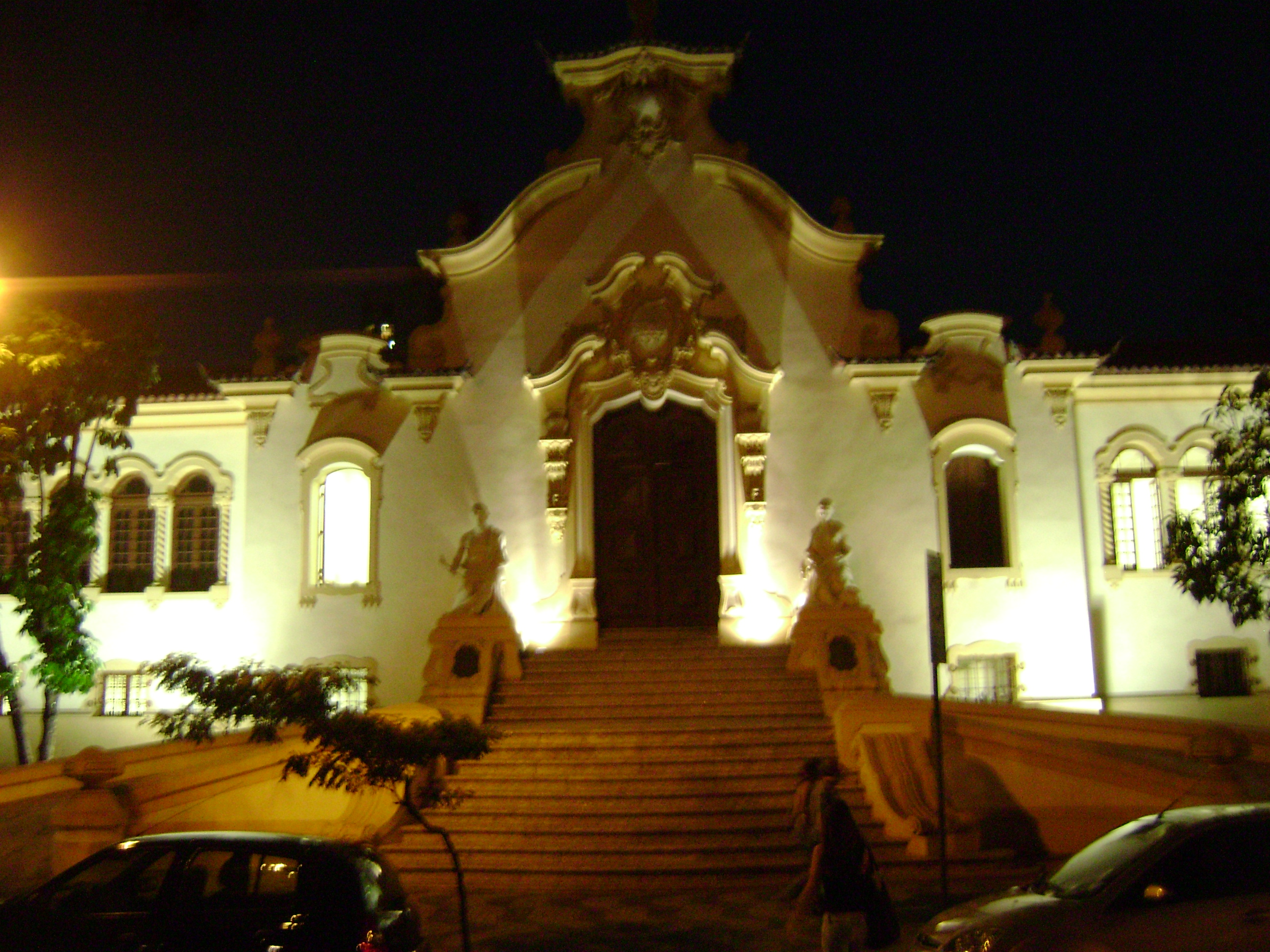
Grupo Escolar Pedro II, em Belo Horizonte, em Minas Gerais.
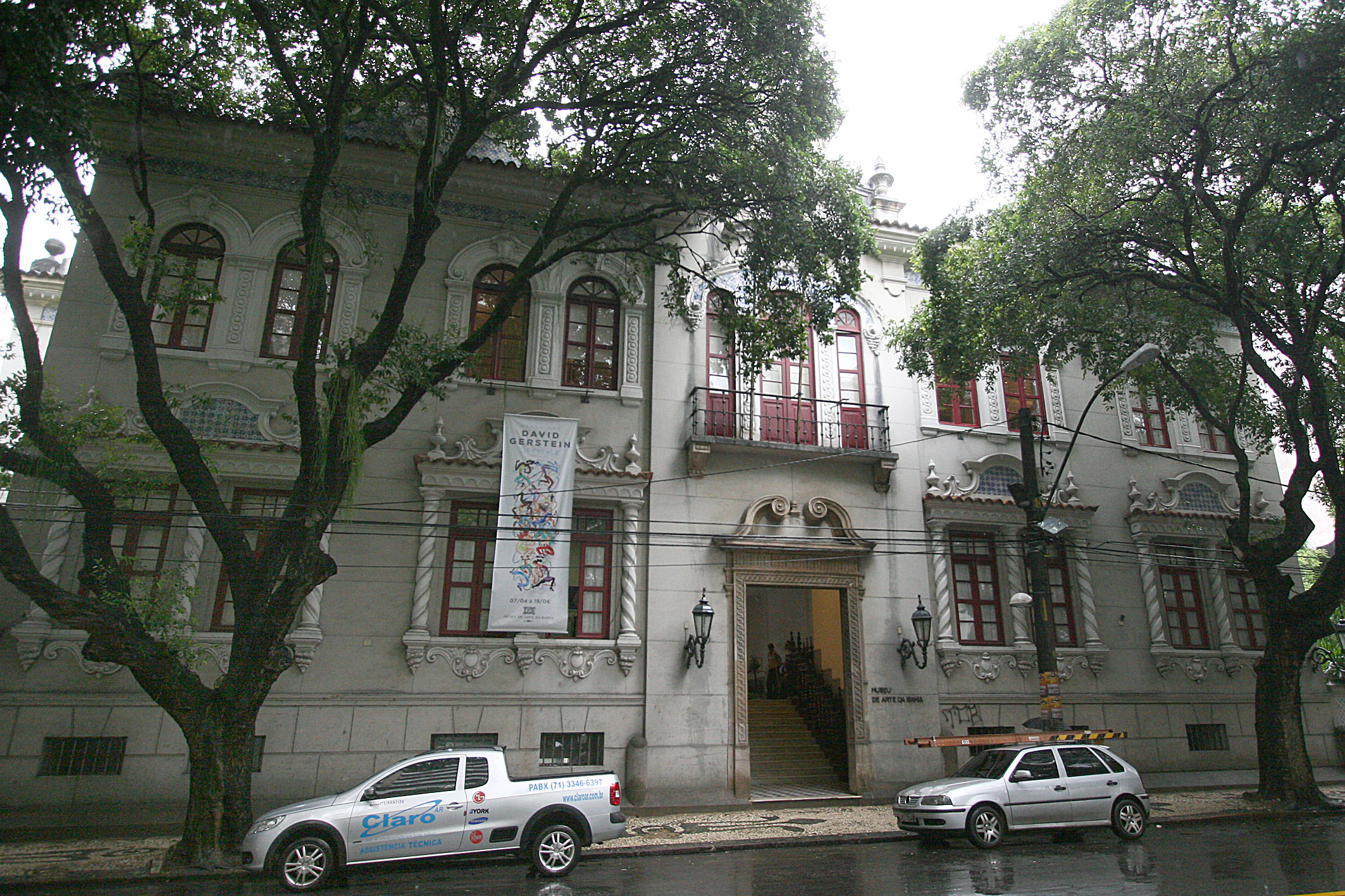
Museu de Arte da Bahia, em Salvador.
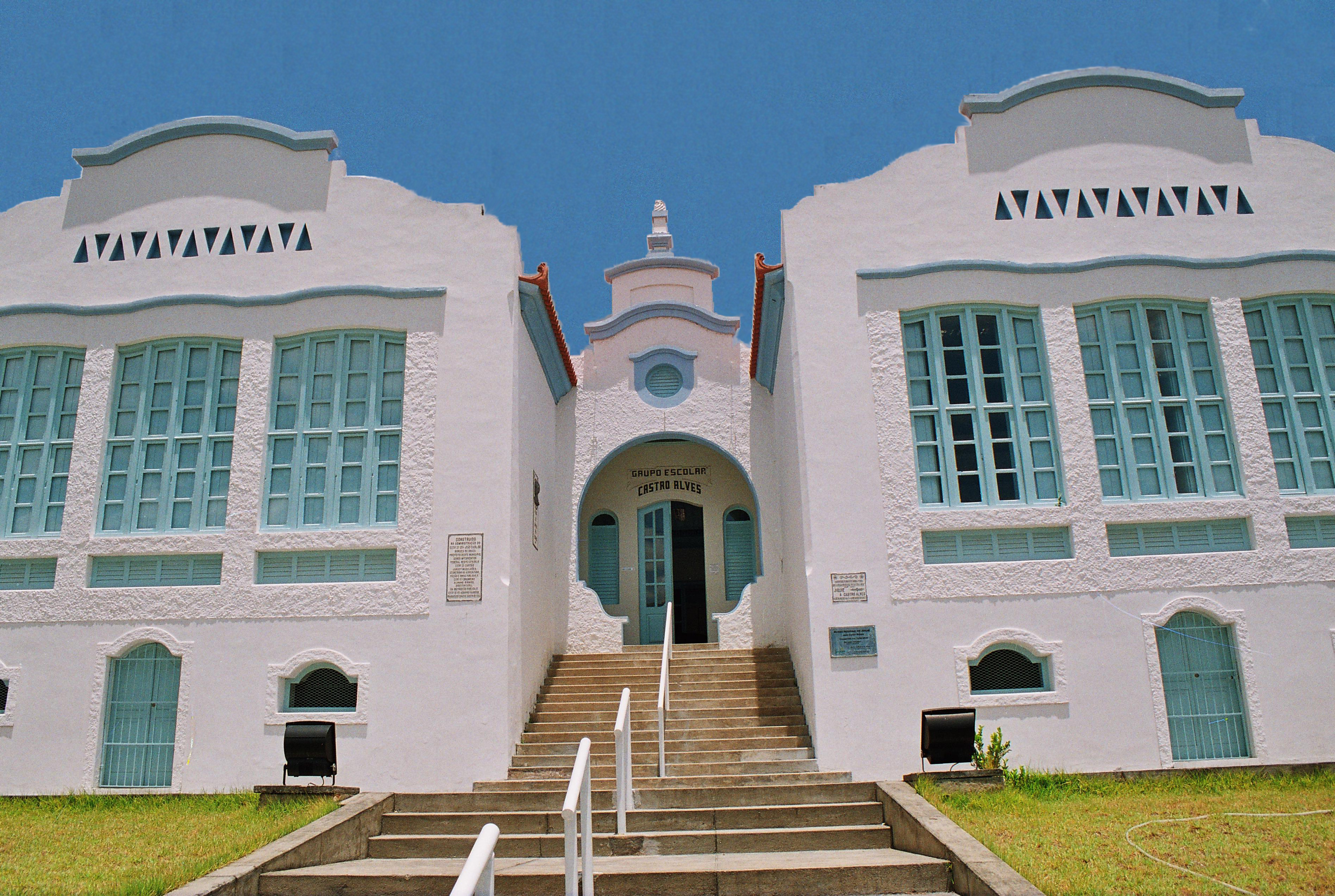
Antigo "Grupo Escolar Castro Alves" (inaugurado em 1934), em Jequié, na Bahia.
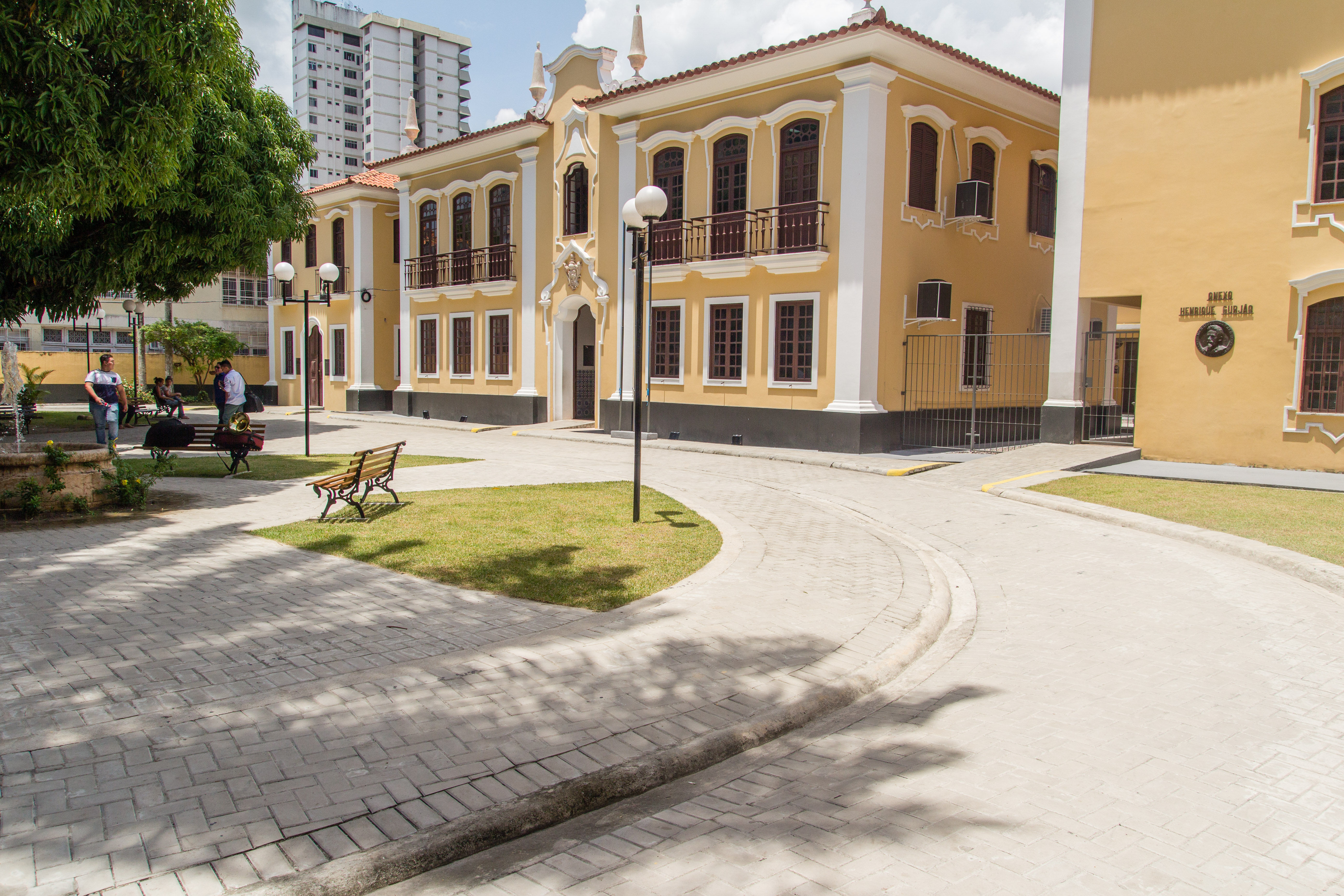
Prédio do Instituto Estadual Carlos Gomes, inaugurado em 1895, em Belém, no Pará.